# John Peet
John Scott Peet (* 27. November 1915 in London; † 26. Juli 1988 in Ost-Berlin) war ein britischer Journalist, der lange Zeit in der DDR lebte. Er war dort u. a. Chefredakteur der Zeitschrift Democratic German Report.

## Leben
John Peet wurde als Sohn eines Journalisten und einer Lehrerin geboren, sein jüngerer Bruder ist der Dokumentarfilmer Stephen Peet. Er bekam von 1920 bis 1927 Privatunterricht und anschließend von 1927 bis 1934 eine Schulausbildung in York. Ab 1934 war er als Lokalreporter tätig. 1935 wurde er zum königlichen Garde-Regiment rekrutiert, das er aber auf eigenen Wunsch bald wieder verließ. Von 1935 bis 1936 war er als Englischlehrer und freischaffender Journalist in Wien tätig. Anschließend fuhr er nach Prag, wo er wiederum als Englischlehrer tätig war. Im August 1937 fuhr er von London über Paris nach Spanien und nahm von September 1937 bis Dezember 1938 als Soldat in der 15. Brigade des Britischen Bataillons der Internationalen Brigaden am Spanischen Bürgerkrieg teil. Im Dezember 1938 kehrte er nach London zurück. Dort war er zunächst arbeitslos. Von 1939 bis 1942 war er Soldat der britischen Armee in Palästina. Von 1942 bis 1945 war er Chefredakteur von Radio Jerusalem und ab 1945 Chefkorrespondent der Agentur Reuters, zuerst in Wien, ab 1946 in Prag und 1947 bis 1950 in West-Berlin.

## Übertritt in die DDR
Anfang Juni 1950 trat er in die DDR über. Bei der Vorbereitung dieses Schritts halfen ihm seine Bekannten aus der Wiener Zeit, Georg Honigmann und Walter Hollitscher. Am 12. Juni 1950 gab er auf einer internationalen Pressekonferenz, bei der auch Gerhart Eisler anwesend war, eine Erklärung ab, nach der er „den angloamerikanischen Kriegshetzern nicht länger dienen könne“. Der DDR-Friedensbewegung kam dieser Überläufer sehr gelegen, Peet wurde als Kronzeuge vorgeführt: „Aus dem Munde eines Engländers hörten wir, wie diese Reuteragentur arbeitet, wie sie den 5000 Zeitungen, die ihr angeschlossen sind, nur die Nachrichten zukommen läßt, die den kriegslüsternen Kreisen genehm sind.“
Er arbeitete als Journalist in der DDR-Hauptstadt Berlin und trat dem Verband deutscher Journalisten (VDJ) bei. Ab 1952 war er Herausgeber und Chefredakteur des 14-täglich erscheinenden Democratic German Report, einer Zeitschrift für die DDR-Auslandspropaganda. 1952 heiratete er die bulgarische Ravensbrück-Überlebende Georgia Tanewa (1923–2012) und hat mit ihr zwei Kinder.
Da Peet mehrere der Angeklagten im Prager Slánský-Prozess kannte, wurde er 1953 mehrmals durch die Zentrale Parteikontrollkommission befragt. Im Dezember 1975 beschloss das Politbüro des Zentralkomitees der SED die Einstellung der Zeitschrift Democratic German Report, weil der Herausgeber „aus objektiven und auch aus subjektiven Gründen nicht mehr eine politisch unanfechtbare Linie der Zeitschrift zu garantieren“ in der Lage sei. Hintergrund war die zunehmend kritische Darstellung der DDR-Gesellschaft, u. a. durch den Nachdruck eines Artikels von Stefan Heym aus dem New York Times Magazine. Ab 1976 war Peet Rentner. Er wirkte auch als Übersetzer, vor allem übersetzte er Werke von Marx und Engels ins Englische.

## Ehrungen
- 1956 Hans-Beimler-Medaille
- 1969 Verdienstmedaille der DDR
- 1975 Stern der Völkerfreundschaft in Silber

## Werke
- The Long Engagement: Memoirs of a Cold War Legend. London, 1989 (dt. Der Spion der keiner war. Europaverlag, Wien, Zürich, 1991, ISBN 3-203-51098-7).

## Filmografie
- 1971: Verspielte Heimat